# Fantasy Records
Pour les articles homonymes, voir Fantasy (homonymie).
Fantasy Records est un label discographique américain basé à Los Angeles, en Californie, et créé en 1949 à San Francisco par les frères Max Weiss et Sol Weiss. Il a été est racheté en 1967 par Saul Zaentz.
Les premières années du label sont consacrées à la publication d'enregistrements du pianiste de jazz Dave Brubeck, qui était également l'un de ses investisseurs. Par la suite, le label s'est fait connaître pour ses enregistrements du comédien Lenny Bruce, du pianiste de jazz Vince Guaraldi, des derniers enregistrements réalisés sur l'orgue Wurlitzer du Fox Theatre de San Francisco avant sa démolition, de l'organiste Korla Pandit, du groupe de rock des années 1960 Creedence Clearwater Revival, du chef d'orchestre Woody Herman et du chanteur de disco et RnB Sylvester.

## Histoire

### Débuts

Logo utilisé de 1971 au milieu des années 2000.

En 1949, Jack Sheedy, propriétaire d'un label discographique de San Francisco appelé Coronet, se laisse convaincre d'enregistrer le premier disque d'un octet et d'un trio avec Dave Brubeck (à ne pas confondre avec le Coronet Records australien ou le Coronet Records new-yorkais de la fin des années 1950). La maison de disques Coronet Records de Sheedy avait enregistré des groupes de dixieland de la région. Mais il ne parvient pas à payer ses factures et, en 1949, il confie ses masters à une société de pressage, la Circle Record Company, qui appartient à Max et Sol Weiss. Les frères Weiss changent le nom de leur entreprise en Fantasy Records et répondent à la demande croissante de musique de Brubeck en enregistrant et en publiant de nouveaux disques. La société expédie bientôt 40 000 à 50 000 exemplaires de disques de Brubeck par trimestre.
Lorsque Brubeck signe avec Fantasy, il pense détenir 50 % des parts de la société. Il travaille comme assistant officieux pour les artistes et le répertoire (A&R), encourageant les frères Weiss à signer Gerry Mulligan, Chet Baker et Red Norvo. Lorsqu'il découvrit qu'il ne possédait que 50 % de ses propres enregistrements, il signa avec Columbia Records.
Fantasy était connu pour ses pressages uniques en vinyle coloré. Les disques monophoniques étaient pressés en vinyle rouge tandis que les pressages stéréo étaient pressés en bleu. Les pressages stéréo ultérieurs étaient en vinyle rouge avec une étiquette bleue. Finalement, la société a adopté le vinyle noir pour tous les pressages et le design de l'étiquette a également subi plusieurs révisions.

### Acquisitions
En 1955, Saul Zaentz rejoint le label. Le musicien de jazz Charles Mingus offre Debut Records à Zaentz en guise de cadeau de mariage ; à l'époque, Zaentz épouse l'ex-femme de Mingus, Celia, qui avait aidé à fonder Debut avec Mingus et le musicien Max Roach. Après une tentative infructueuse de rachat de Fantasy par Audio Fidelity Records, Zaentz en devient le président en 1967. Avec un groupe d'investisseurs, il rachète Fantasy aux frères Weiss la même année, puis acquiert Prestige Records (1971), Riverside (1972) et Milestone (1972),.
Ralph Kaffel, vice-président de Fantasy depuis 1971, devient président en 1973. Il poursuit la politique d'acquisitions : Stax Records (1977), Good Time Jazz (1984), Contemporary (1984), Pablo (1986), Specialty (1991), Kicking Mule (1995), Takoma (1995).
La première filiale de Fantasy est Galaxy Records en 1951. Des années plus tard, elle crée la filiale éphémère Scorpio, qui tente de tirer parti de la British Invasion. Plus tard encore, elle crée une filiale nommée Reality Records qui s'est concentrée sur le hip-hop et publie les deux premiers albums de Doug E. Fresh.

## Groupes et artistes
Les groupes et artistes ci-dessous ont enregistré au moins un album sous le label Fantasy Records ou sa filiale Galaxy Records
- The 5
- Cannonball Adderley
- Nat Adderley Orchestra
- Ali Akbar Khan
- Gene Ammons Orchestra
- David Axelrod Orchestra
- Chet Baker
- The Blackbyrds
- Lenny Bruce
- Dave Brubeck (Dave Brubeck Octet, Dave Brubeck Trio)
- Kenny Burrell Orchestra
- Ralph Burns
- Joe Cocker
- John Coltrane
- Stanley Cowell (+ Stanley Cowell Band)
- Creedence Clearwater Revival
- Cybotron
- Paul Desmond
- Miles Davis
- DIIV
- Richard Davis
- Eddie Duran
- Duke Ellington Orchestra
- Bill Evans
- Joe Farrell
- Tommy Flanagan
- John Fogerty
- Tom Fogerty
- Frijid Pink
- David Frishberg
- The Fugs
- Jesse Fuller
- Funk, Inc.
- Furry Lewis
- Red Garland
- Blind Gary Davis
- Reverend Gary Davis
- Luis Gasca Band
- Paul Gonsalves et Roy Eldridge
- Johnny Griffin
- Vince Guaraldi
- Hampton Hawes
- Roy Haynes
- Joe Henderson
- Woody Herman (+ Woody Herman Orchestra)
- Earl Hines
- The Holy Modal Rounders
- Freddie Hubbard
- Russell Jacquet
- Jackie and Roy
- Milt Jackson
- Hank Jones
- Thad Jones
- Philly Joe Jones
- Albert King
- John Klemmer
- Harold Land
- Fat Larry's Band
- Elliot Lawrence Orchestra (+ Elliot Lawrence Big Band)
- Lovers
- J.J. Malone
- Shelly Manne
- Charlie Mariano
- The Mastersounds
- Marian McPartland
- Memphis Slim
- Tift Merritt
- Charles Mingus
- Little Brother Montgomery
- The Montgomery Bros.
- Gerry Mulligan
- Idris Muhammad
- Lord Nelson (Sonny Stitt)
- Red Norvo
- Odetta and Larry
- Paradise Express
- Charlie Parker
- Art Pepper
- Oscar Pettiford
- Nat Pierce & Dick Collins
- Bud Powell
- Dewey Redman
- Lucy Reed
- Red Rodney
- Max Roach
- Leonard Rosenman
- Mongo Santamaría
- Bola Sete
- Side Effect
- Ravi Shankar et Ali Akbar Khan
- Archie Shepp (+ Archie Shepp / Philly Joe Jones)
- Big Star
- Ira Sullivan
- Sylvester James
- Roosevelt Sykes
- Taxxi
- Tedeschi Trucks Band
- Sonny Terry
- Cal Tjader
- Stanley Turrentine
- Dave Van Ronk
- Sadao Watanabe
- Big Joe Williams